# Гидон, Ньеде
Ньеде Гидон (порт.-браз. Niède Guidon; 12 марта 1933, Жау, штат Сан-Паулу, Бразилия — 4 июня 2025) — бразильский археолог. Получила международную известность как защитник археологического наследия Бразилии.
Известна также своим неформальным внешним видом. Вела спортивный образ жизни, каждый день совершала прогулку на расстояние 25 км.

## Находки
Ньеде Гидон руководила раскопками Серра-да-Капивара, где она вместе со своими коллегами обнаружила около 800 доисторических памятников (произведения искусства, жилища и др.). В 1978 году по её ходатайству в зоне Серра-да-Капивара был открыт национальный парк, в настоящее время отнесённый к Всемирному наследию ЮНЕСКО. В 1986 году выступила со спорной публикацией в журнале Nature, где утверждала, что найденные ею в этих местах древние очаги и человеческие артефакты датируются возрастом в 32 000 лет.
К наиболее известным историческим памятникам, которые открыла Ньеде, относится «Педра-Фурада» в регионе Сан-Раймунду-Нонату. Найденный здесь доисторический очаг она датировала 48 700 лет назад, хотя оценки современных археологов куда скромнее — всего около 10 000 лет назад. Педра-Фурада представляет собой скальное жилище на высоте около 17 метров, где представлено свыше 1150 доисторических изображений и многочисленные артефакты.
Помимо указанных памятников, Н. Гидон обнаружила около 800 других археологических памятников, из них в 600 имеются образцы древней живописи, собрала коллекцию из 35 000 фотографий с археологических раскопок, опубликовала многочисленные статьи и книги.

## Деятельность
Ньеде Гидон основала «Музей американского человека» (порт. Museu do Homem Americano), а также ряд общинных центров, предоставляющих коммунальные услуги, образование, медицинскую помощь, а также обеспечивающих базовое просвещение по экологии и местной древней истории и охрану местных культурных памятников. Также Ньеде Гидон активно содействовала распространению образования в Бразилии, собирая подписи под петициями о сооружении школ в различных местах.
Гидон основала предприятие по производству оригинальной керамики (Cerâmica de Capivora), и когда оно начало приносить прибыль, передала его местным предпринимателям. Также Н. Гидон выступала в защиту прав женщин и оказывала им различное содействие.
В 2005 году Ньеде Гидон была награждена Премией фонда Принца Клауса, цель которого состоит в награждении лиц, обеспечивающих «больше возможностей для будущего». Получала пенсию от правительства Франции, однако продолжала проводить раскопки и участвовать в общественной деятельности в Бразилии.
Умерла 4 июня 2025 года в возрасте 92 лет.